# Cazadores de luz
Cazadores de luz es una novela de Nicolás Casariego  publicada en 2005 y finalista de los premios Nadal de ese mismo año. El título del libro hace referencia a los ojos, nuestros cazadores de luz.

## Argumento
La novela se sitúa en un futuro nebuloso en el que la sociedad está totalmente obsesionada por la imagen y el consumo desenfrenado. El protagonista de la novela es Mallick, un ingeniero de ventas que vive en un mundo acromático, esto es, no diferencia entre los colores.
A medida que transcurre la novela, se nos presentan aspectos de ese futuro, tales como la ambigüedad sexual, el control del gobierno por parte de las grandes corporaciones o el desprecio del mundo rural por ser zonas de comercio cero. 
Todos los personajes parecen ocultar segundas intenciones cuando tratan con Mallick, y la mayoría de ellos realmente lo hacen. Mallick es el último hombre real en un mundo de consumidores potenciales, donde nada importan los sentimientos o las emociones que no se puedan comprar o vender.
- Datos: Q8343067